# Liste der Naturdenkmale in Sommerau (an der Ruwer)
Die Liste der Naturdenkmale in Sommerau nennt die im Gemeindegebiet von Sommerau ausgewiesenen Naturdenkmale (Stand 3. Juni 2024).

## Naturdenkmale
| Nr.         | Bezeichnung           | Lage                          | Beschreibung                                 | Bild                          |
| ----------- | --------------------- | ----------------------------- | -------------------------------------------- | ----------------------------- |
| ND-7235-435 | Sommerauer Wasserfall | Dorfstraße, hinter Nr. 8 Lage | Wasserfall der Ruwer; teilweise zu Gutweiler | mehr Fotos \| Fotos hochladen |